# Coscinia lugens
Coscinia lugens là một loài bướm đêm thuộc phân họ Arctiinae, họ Erebidae.